# Jordi Lafebre
Jordi Lafebre (Barcelona, 28 de mayo de 1979) es un historietista e ilustrador español. Ha desarrollado la mayor parte de su carrera en el mercado franco-belga.

## Biografía
Formado en Bellas Artes en la Universidad de Barcelona y con una especialización en historieta por la Escuela de Cómic Joso, empezó a trabajar en 2001 como ilustrador profesional para agencias publicitarias y revistas eróticas. En 2004 puso en marcha la serie El mundo de Judy, guionizada por Toni Font para la revista infantil Mister K.
Después de conocer a Zidrou, guionista belga afincado en España, comienza a trabajar para el mercado franco-belga con historietas autoconclusivas en la revista Spirou. Posteriormente colabora con Zidrou en dos obras colectivas editadas por Dupuis, La anciana que nunca jugó al tenis y otros relatos que sientan bien (2009) y Joyeuses nouvelles pour petits adultes et grands enfants (2010). Posteriormente el dúo se marchó a la editorial Dargaud, donde ha publicado Lydie (2010) —galardonado con el Prix Diagonale al mejor álbum—, La mondaine (2014) y la serie Los buenos veranos (2015). Casi toda su obra ha sido traducida en español por Norma Editorial.
En 2020 ha publicado la novela gráfica Carta blanca (Malgre tout), donde se hizo cargo tanto del dibujo como del guion para contar una historia de amor en orden cronológico inverso. Esta obra ha sido reconocida con el Premio Uderzo al mejor cómic de 2021.